# Arsen Alachverdiev
Arsen Šachlamazovič Alachverdiev (in russo Арсен Шахламазович Алахвердиев?; 24 gennaio 1949) è un ex lottatore sovietico, dal 1991 russo, specializzato nella lotta libera.

## Palmarès

### Olimpiadi
- 1 medaglia:
  - 1 argento (Monaco di Baviera 1972 nei -52 kg)

### Mondiali
- 1 medaglia:
  - 1 argento (Teheran 1973 nei -52 kg)

### Europei
- 4 medaglie:
  - 3 ori (Katowice 1972 nei -52 kg; Losanna 1973 nei -52 kg; Ludwigshafen 1975 nei -52 kg)
  - 1 argento (Leningrado 1976 nei -52 kg)